# Carola Keitel
Carola Keitel (* 1983 in Bad Friedrichshall) ist eine deutsche Künstlerin.

## Leben
Carola Keitel wurde 1983 in Bad Friedrichshall in Baden-Württemberg geboren. Von 2005 bis 2011 studierte sie Bildende Kunst und Philosophie an der Kunsthochschule und Universität Kassel. Ihre Lehrerinnen und Lehrer waren u. a. Urs Lüthi und Friederike Feldmann. Sie war Trägerin zahlreicher Preise und Stipendien, zum Beispiel war sie von 2007 bis 2011 Stipendiatin des Cusanuswerkes in Bonn. Sie war 2010/11 Meisterschülerin bei Urs Lüthi im Bereich Mixed Media/Skulptur und 2011/12 künstlerische Mitarbeiterin bei Norbert Radermacher im Bereich Partizipatives Arbeiten/Öffentliche Plastik.
Nach der künstlerischen Laufbahn begann sie sich u. a. unter dem Aspekt „Soziale Plastik“ für Organisationsentwicklung zu interessieren. Sie absolvierte eine Mediations-, Coaching- und Facilitationausbildung und konnte seit 2014 viele Erfahrungen in diesem Bereich sammeln.
Seit 2023 beschäftigt sich Keitel mit der Verbindung der Bereiche Kunst und Organisationsentwicklung.
Keitel ist verheiratet und hat zwei Kinder. Sie lebt und arbeitet in Köln.

## Auszeichnungen
- 2004 Otto Rombach Stipendium, Heilbronn
- 2007–2011 Stipendiatin des Cusanuswerks, Bonn
- 2012 Preis der Deutschen Bundesbank, Frankfurt
- 2013 Daniel Frese Preis (zusammen mit Daniela Toebelmann), Lüneburg
- 2014 Preis der Darmstädter Sezession, Darmstadt

## Ausstellungen (Auswahl)
- 2008 „o1 – 4“, Kunstbalkon, Kassel
- 2011 „ordo germanicus“, Bruch&dallas, Köln
- 2012 „ex negativo“(mit Daniela Toebelmann), Bruch&Dallas, Köln
- 2013 „Perspektiven der Gegenwart“, Deutsche Bundesbank, Frankfurt
- 2014 „Spielfeld“, Fuhrwerkswaage – Außenraum, Köln
- 2015 „So they rattle“, mit Hannes Seidl, Kunstwerke, Berlin
- 2016 „Out of Order“, Kunstforum der TU Darmstadt, Darmstadt